# 諸戸氏
諸戸氏（もろとし）は、「諸戸」を氏の名とする氏族。
一色丹羽氏の丹羽定直を始祖とする氏で、戦国時代に創設された氏である。系図は一色丹羽氏から続いているが、河内前野氏の前野高近の末裔であるとも称し、本姓は良岑朝臣であるとした。家紋は、丸に違い鷹の羽紋を使用し、主に伊勢国で活動した。

## 起源
初代丹羽定直の父定利は斯波義達、織田信安に仕えていて、初め尾張国丹羽郡に住んでいた。のち尾張国長島杉江村(のち伊勢国長島、桑名市長島町)に住み出した。こうして定直は長島の地で生まれた。定直は身長六尺三寸もあり百余貫の重いものを掲げることができる怪力者であったという。
伊藤重晴が長島城主であった頃は悪政であったとされ、元亀元年二月、浄土真宗の僧證意が伊藤氏を追放した。この時定直は陣頭に立って軍功をたてた。翌、元亀二年、滝川一益が三千の兵で長島城を攻撃、定直は城中に多くの戸板を集め塀のようにし矢石で門の扉の縦横をもたせかけた。こうしたことで城は攻略されなかった。證意は定直の功をほめたたえ、多くの戸板で塀のようにしたことから「諸戸」という姓と、丸に違い鷹の羽の家紋を授けた。この年の六月、證意が死去し、その子顕忍が城主となったが、七月織田信長自身が大将となり攻めてきて、九月についに長島城は陥落した。顕忍は自害し、その際幼いわが子を定直にあずけ、定直は敵軍の中を脱出、石山本願寺に逃れた。後定直は長島に帰り、帰農。西外面村の村長となり生涯を終えた。。

## 諸戸定元、貞次兄弟
初代定直の孫。寛永四年に木曽岬加路戸の湿った荒れ地を兄弟で開墾し良田となした。兄定元は農家になり木曽岬の地に移住。300年続く庄家となった。定元は老後長男、清吉に家督を譲り、出家、釋専應と改名し万治二年五月六日、死去した。弟貞次は開墾の功をたたえられ長島藩士になり、松平定房に仕えた。

## 人物
- 丹羽氏孝　左次兵衛尉。母は早川氏の早川左馬允源義就の娘。
- 丹羽氏包　三郎左衛門尉。丹羽氏孝の子。母は駿河伊達氏の伊達資宗の娘。織田敏定に仕える。
- 丹羽氏胤　六郎兵衛尉。丹羽氏孝の子。母は駿河伊達氏の伊達資宗の娘。斯波義廉に仕える。
- 丹羽定胤　壱岐守、二郎三郎。丹羽氏胤の子。母は村瀬氏の村瀬右馬允家景の娘。織田敏信に仕える。尾張国丹羽郡岩倉に住み、一時期諸輪城主をしていた。
- 丹羽定宗　小平太。丹羽定胤の子。母は加藤氏の加藤隼人佑正時の娘。斯波義達、織田信安に仕える。
- 丹羽定利　次郎右衛門尉。丹羽定胤の子。母は加藤氏の加藤隼人佑正時の娘。斯波義達、織田信安に仕える。
- 丹羽定直/諸戸定直　宗右衛門、惣兵衛。丹羽定利の子。母は住氏の住三郎五郎延直の娘。
- 諸戸定成　宗右衛門。諸戸定直の子。
- 諸戸定元　宗左衛門、清大夫。諸戸定成の長男。万治二年五月六日死去。
- 諸戸貞次　喜左衛門。喜右衛門。諸戸定成の二男。長島藩士となる。
- 諸戸清吉定紀　諸戸定元の長男。寛文二年一月十二日死去。
- 諸戸清九郎定綱　諸戸定元の二男。天和三年十月十日死去。
- 諸戸清左衛門定栄　諸戸清九郎定綱の長男。貞享五年九月十三日死去。
- 諸戸清右衛門定頼　諸戸清左衛門定栄の長男。元禄十二年五月十一日死去。
- 諸戸清助定冨　諸戸清右衛門定頼の七男。享保元年十二月二十七日死去。
- 諸戸清吉定明　諸戸清助定冨の七男。母は釋妙賛。正徳五年一月十五日死去。
- 諸戸清左衛門定益　諸戸清助定冨の八男。母は釋妙賛。享保七年十二月十二日死去。
- 諸戸清七定季　諸戸清助定冨の九男。母は釋妙賛。宝暦十三年十月二十八日死去。
- 諸戸清蔵定昌　諸戸清七定季の七男。母は釋妙圓。安永五年九月四日死去。
- 諸戸清左衛門氏昌　諸戸清蔵定昌の七男。母は釋妙教。享保二十年生まれ。天明五年二月二十四日死去。
- 諸戸喜代七氏経　諸戸清左衛門氏昌の長男。母は釋妙信。宝暦七年生まれ。文政四年十二月十七日死去。
- 諸戸清大夫氏信　諸戸喜代七氏経の長男。母は山田氏の山田金蔵の娘千代子。安永五年生まれ。天保八年六月八日死去。
- 諸戸清吉氏忠　諸戸喜代七氏経の二男。母は山田氏の山田金蔵の娘千代子。桑名船町に分家する。安永六年生まれ。万延元年閏三月十二日死去。
- 諸戸清九郎信一　諸戸清大夫氏信の三男。母は後藤氏の後藤覚左衛門の娘　近子。文化十年生まれ。安政七年一月五日死去。
- 諸戸清六 (初代)　諸戸清九郎信一の長男。母は諸戸清吉氏忠の長女みか。
- 諸戸精太　初代清六(民治郎)の二男。母は後藤氏の後藤覚左衛門の三女　基子。
- 諸戸清六 (2代目)　初代清六(民治郎)の四男。母は後藤氏の後藤覚左衛門の三女　基子。
- 諸戸北郎　清吉氏忠の孫である清三の長男。伯父清吉(良吉)の養子になる。母はむら。養母は伊藤氏の伊藤半七の二女　みつ(みわ)。日本初の砂防担当教授となる。明治六年九月六日生まれ。昭和二十六年十一月十四日死去。

## 参考資料
- 『諸戸定直の碑』1897年
- 『諸戸宗左衛門定元の墓』1897年
- 『諸戸家略系譜』
- 『木曽岬村史』1969年
- 『桑名郡志』1980年